# Asesinato de Manuel J. Cobos
El 15 de enero de 1904 los trabajadores de la hacienda "El Progreso" en la Isla San Cristóbal (en aquel momento conocida como Chatham), Galápagos, Ecuador, protagonizaron una rebelión contra el dueño de la hacienda, Manuel J. Cobos, y las autoridades de la isla. La sublevación resultó en el asesinato del señor Cobos y del jefe territorial de Galápagos, el señor Leonardo Reina, a manos de los trabajadores sublevados. Después de cometer los asesinatos, estos huyeron de las islas con dirección a Colombia en un bote robado. Sin embargo allí fueron descubiertos por las autoridades colombianas y fueron enviados a Ecuador para ser enjuiciados. Durante el juicio los acusados defendieron sus acciones argumentando que el señor Cobos gobernaba la isla de San Cristóbal de manera tiránica con la complicidad del señor Reina, sometiendo a los trabajadores a malos tratos, condiciones precarias y castigos excesivos.
Los asesinatos ocurridos en la isla causaron mucha conmoción en el público y recibieron amplia cobertura por la prensa de aquel entonces.

## Contexto histórico
A pesar de que las Islas Galápagos fueron descubiertas en 1535, este archipiélago no fue habitado hasta los 1800's, cuando se iniciaron las primeras expediciones colonizadoras. A lo largo del siglo se realizaron varios proyectos privados en distintas islas que tenían por objetivo explotar los recursos naturales del archipiélago, especialmente la Orchilla, un liquen que era utilizado para la creación de pigmentos para textiles. Estos proyectos fueron elementos clave para el poblamiento de las islas, ya que implicaron la llegada de trabajadores desde el continente. [cita requerida] En 1858, el cuencano José Monroy y el natural de Chanduy, Manuel Julián Cobos iniciaron una empresa explotadora de orchilla. Sin embargo, el negocio orchillero declinó tras el descubrimiento de nuevos pigmentos sintéticos, por lo que los socios decidieron inician la construcción de un ingenio azucarero en la Isla de Chatham en 1878, el cual sería conocido como "El Progreso".
En el año de 1885, en un intento por controlar el territorio del archipiélago, el gobierno del Ecuador aprueba la creación del cargo de Jefe Territorial de Galápagos, funcionario que debía mantener el orden y aplicar la ley en el archipiélago. Al año siguiente, en 1886 se nombra al primer Jefe Territorial de las Islas y se realiza un censo. Se estableció que la Isla de Chatham tenía una población de 148 personas, cantidad que aumentaría hasta los 208 para abril de 1904. La mayor parte de esta escasa población trabajaba para el ingenio azucarero. Los métodos para la captación de trabajadores en el ingenio eran varios, algunos eran criminales condenados al destierro en las Galápagos y otros eran trabajadores conciertos, es decir, personas que estaban endeudadas con los propietarios de la hacienda y se veían obligados a trabajar para ellos a modo de pago por sus deudas. Monroy y Cobos incluso recurrieron a comprar deudas, pagando el dinero a los prestamistas y obligando a sus deudores a trabajar en las Islas.

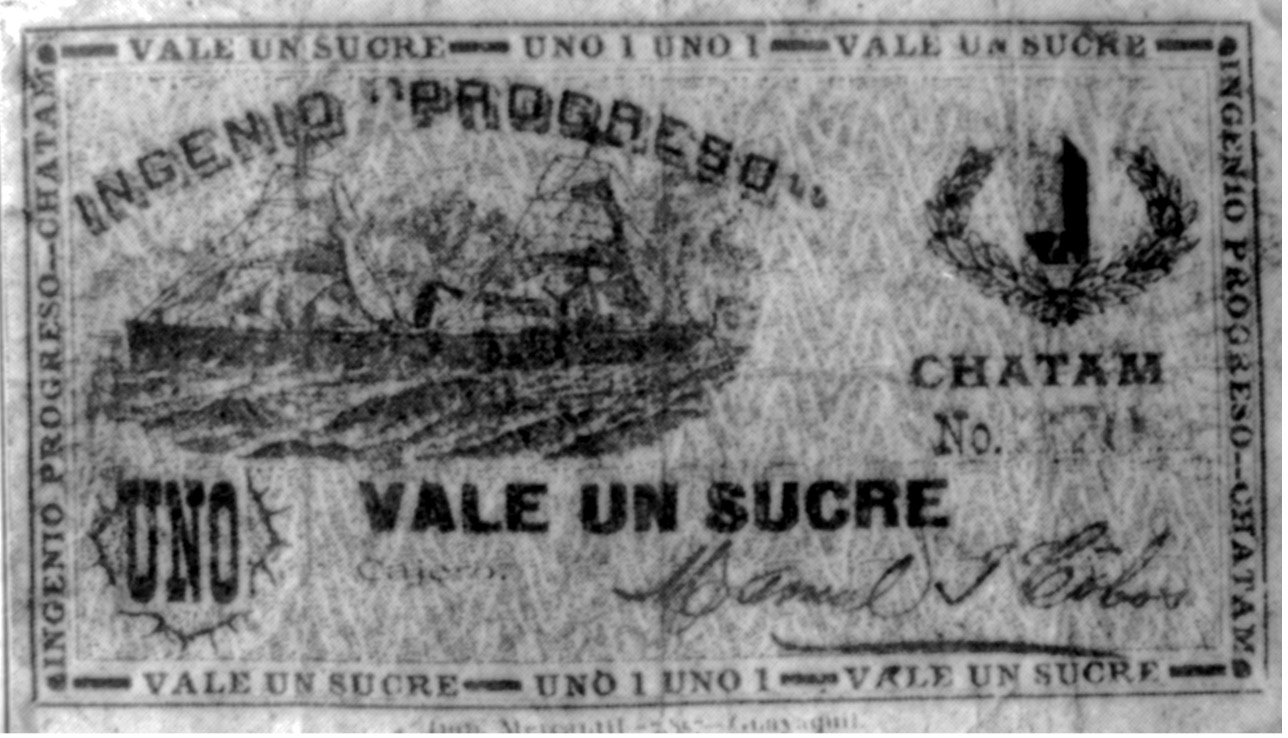
Ejemplar de billete de 1 sucre emitido por la hacienda El Progreso para pagar a sus trabajadores. Este ejemplar fue firmado por Manuel J. Cobos.

El aislamiento y la propiedad exclusiva de los medios de producción y subsistencia por parte de la hacienda crearon las condiciones propicias para que Manuel J. Cobos pudiera tener un control casi total sobre Chatham y sus pobladores. 7 de las 8 embarcaciones que existían en la isla eran propiedad de la hacienda, y la restante estaba a disposición del Jefe Territorial, además, Cobos era dueño de la tienda de ropa, la tienda de abastos y la bodega del puerto que distribuían los productos traídos desde el continente en la isla. Adicionalmente la hacienda controlaba los manantiales de agua dulce y la tierra cultivable. Como guinda en el pastel, Cobos contaba con un contingente de guardias y el arsenal de la policía se guardaba cuidadosamente custodiado en su propia casa. Los pagos a los empleados del ingenio eran pobres y se hacían en dinero irregular, el cual consistía en fichas de cuero y billetes acuñados por la misma hacienda, esta moneda solamente tenía validez en las tiendas que pertenecían el señor Cobos.
Naturalmente, todas estas condiciones causaron el descontento entre los pobladores de la isla, y le valieron a Manuel J. Cobos el apodo de "Emperador de Galápagos".Para lidiar con el descontento, Cobos estableció una red de espías integrada por sus trabajadores de confianza, los cuales delatarían a cualquier insubordinado. Aquellos que eran atrapados conspirando contra Cobos eran condenados a terribles castigos físicos e incluso a la pena de muerte. Los sublevados en algún momento describirían la brutalidad de los castigos de la siguiente manera:

Todos los habitantes de Galápagos,
tienen conocimiento que Cobos fusiló a cinco individuos; que 6 murieron azotados; que desterró a 15 hombres a las islas desiertas y de esos murieron algunos de hambre: bien sabido es que Cobos flagelaba sin piedad y llegó un día en que se aplicó su infamia en una infeliz mujer que se llamaba Rosa Agustina. Las autoridades nunca castigaron crímenes de esta clase porque todos estaban bajo el dominio de Cobos, el rey de Galápagos, el tirano del Ecuador.
Acta de los amotinados

## La sublevación
Ante la inclemencia del gobierno de Cobos, las llamas de rebelión empezaron a crecer entre la población de Chatham. En los juicios que siguieron a los asesinatos, casi todos los testigos expresaron haber pensado en revelarse, o al menos sospechaban que un levantamiento estaba por ocurrir.
Según las declaraciones realizadas por Elías Puertas, uno de los hombres de confianza de Manuel J. Cobos y mayordomo de la hacienda, durante los primeros días de enero de 1904, varios peones de la hacienda empezaron a conspirar contra la autoridad de Cobos, conspiración de la cual Puertas estaba a la cabeza. El plan era prenderle fuego a los cañaverales de la hacienda y aprovechar el caos generado para atacar a Cobos. Sin embargo, el peón José Prieto, uno de los conspiradores, fue descubierto por otro trabajador, don Gregorio Higuera, quien no tardó en delatarlo por la mañana del 14 de enero. El señor Cobos ordenó el inmediato arresto de José Prieto y lo condenó a recibir 400 golpes de vara al día siguiente. Se cuenta que don Leonardo Reina, quien era Jefe Territorial en aquel entonces, insistió en que el castigo debía ser incrementado a 500 golpes. Los conspiradores se reunieron y resolvieron acabar con el gobierno de Cobos antes de que José Prieto recibiera su castigo, pues temían que este último delatara a los demás conspiradores.
El 15 de enero a las 5 de la Mañana, Elías Puertas se presentó en la casa del señor Cobos armado con un revólver que había desaparecido de la oficina de la hacienda días atrás. Según algunas versiones, Puertas iba acompañado de otros peones. El motivo de su visita era discutir el orden de trabajo de día, como era costumbre. El mayordomo le comunicó al hacendado que varios trabajadores habían solicitado un permiso para ausentarse del trabajo por el día, algunos permisos fueron concedidos y otros rechazados. Después, Elías Puertas procedió a pedir que se le levantase la condena a José Prieto. Ante la negativa de Cobos y su insistencia en que la condena se llevara a cabo, Puertas levantó la voz y anunció: "no dará más castigos a nadie: hoy muere Ud. o muero yo", acto seguido procedió a sacar el revólver y dispararle dos veces, Pedro Jiménez, uno de los peones que acompañaba a Puertas, enseguida le dio un machetazo en la cabeza.
A pesar de estar gravemente herido, el señor Cobos logró retirarse a su habitación y cerrar la puerta, allí tenía acceso a varias armas. Por su parte, los peones también lograron hacerse de varias armas. Con ambos lados en posesión de pistolas, se desató un tiroteo entre Cobos y los sublevados. Las investigaciones posteriores encontraron agujeros de al menos nueve disparos de distintas armas en el interior de la vivienda. Se sabe que Cobos también disparó contra el peón Elías Ramírez, quien se encontraba en la calle y resultó herido en el brazo. Al estar atrapado, Cobos resolvió saltar por una ventana desde el segundo piso. Al caer, una multitud se le echó encima para matarlo, algunos parecen haberse ensañado con el cadáver. La autopsia posterior encontró que Cobos tenía una pierna rota, dos heridas de machete en la cabeza, cuatro disparos, uno en el pecho, otro e la pierna y dos en la espalda, y además tenía la mandíbula totalmente despedazada.
Tras dar muerte a Cobos, la multitud armada y enfurecida se dirigió a la casa de la Jefatura Territorial para dar muerte a Leonardo Reina, sin embargo la manera en que esto ocurrió es menos clara. Según declaraciones, allí se encontraba el señor Reina acompañado de varios celadores, ya alertados de que algo sucedía por el sonido de los disparos. Al ver a la multitud enfurecida, los presentes resolvieron huir, tanto un celador de apellido Fuentes como el señor Reina saltaron por ventanas de la casa para darse a la fuga. Sin embargo, Reina fue atrapado y asesinado por la multitud. La autopsia del cadáver registró una herida de bala que entró por encima del hombro izquierdo y salió por la espalda, hiriendo arterias y dañando su pulmón, además fue acuchillado en el vientre, dejando sus intestinos expuestos. A pesar de que las narraciones no mencionan ningún enfrentamiento en el interior del edificio de la jefatura, se encontró que a puerta de la escalera al segundo piso había recibido dos disparos de revólver y su cerradura estaba destrozada.

## Hechos posteriores

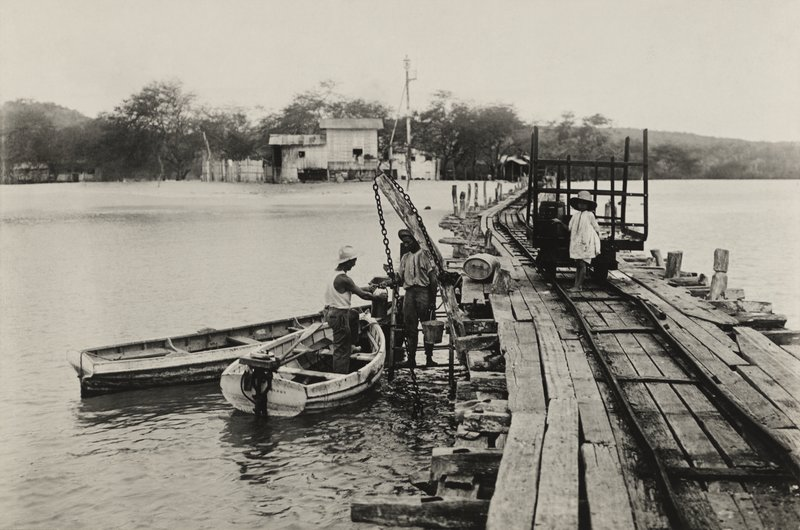
Fotografía del muelle de carga de Puerto Chico en 1919. Este muelle con su ferrocarril para facilitar la carga y descarga de botes habría sido el lugar de partida de los amotinados y de llegada del crucero Cotopaxi.

Una vez concluida la matanza, los sublevados rejuntaron los libros contables de la hacienda y los quemaron en el patio de la casa del ahora difunto señor Cobos. Pues en estos libros se guardaba la información de que deudas tenía cada quien con la hacienda. Naturalmente, las casas de Cobos y reina fueron saqueadas. El comisario de policía de la Isla, don Baluarte Ugarteche, quien se encontraba fuera de su puesto debido a su delicado estado de salud, no tardó en rendirse ante los rebeldes y fue apresado. Don Daniel Campbell, un empleado de la hacienda y leal a Cobos,  declaró haberse encargado de recoger los cadáveres y darles sepultura en un maizal frente a la casa del Ingenio.
Los amotinados tomaron el control de uno de los botes de la hacienda con intenciones de escapar de la isla, la balandra Josefian Cobos, la cual aparentemente renombraron como Libertad. Al no tener ningún marino que pudiera conducir el navío, los amotinados recurrieron al señor Emilio Haensen, quien era versado en estos asuntos, y lo obligaron a embarcarse. Cargados con sacos de azúcar, armas, 77 hombres y 8 mujeres, la balandra se hizo a la mar el día 20 de enero.
El día 1 de febrero, el paliebot Manuel J. Cobos (el cual era uno de los botes de la hacienda) llega a la isla capitaneado por Tomás Lewis. Pues esta embarcación se encontraba en el puerto de Guayaquil cuando sucedió el levantamiento, y por consiguiente, su capitán no tenía idea de los hechos ocurridos. Al fondear en la bahía de Puerto Chico, el señor Campbell se acercó en un pequeño bote para advertir a la tripulación que varios hombres estaban planeando tomar el control del navío para huir de la isla. Por este motivo el capitán Lewis decidió no atracar en el muelle de carga, y finalmente partió de regreso al continente.
Mientras tanto, los amotinados a bordo de la balandra Libertad consiguieron llegar hasta el puerto de Tumaco, en Colombia, tras varios días en el mar. Allí fueron descubiertos, capturados y enviados a Guayaquil. Las noticias de los ocurrido en las Islas Galápagos sin embargo llegaron antes que los mismos amotinados, pues estas fueron transmitidas mediante telégrafo. Por este motivo, cuando los sublevados finalmente llegaron a Guayaquil el día 19 de febrero, fueron recibidos por una multitud de curiosos.
Las autoridades iniciaron una investigación de manera inmediata. Por este motivo, el crucero de la armada ecuatoriana Cotopaxi (hoy en día conocido como BAE Abdón Calderón) fue enviado a la isla de Chatham con el objetivo de investigar los hechos y hacer la autopsia de los cadáveres. Partiendo el 23 de febrero y llegando a su destino el día 26. El navío llevó varios soldados por si fuera necesario tomar el control de la isla por la fuerza. Adicionalmente, la misión también llevó consigo a un corresponsal del diario El Telégrafo, al nuevo Jefe Territorial del Archipiélago, don Juan José Pino y el nuevo administrador de la hacienda, don Arturo M. Reed.